# 옴진리교
옴진리교(일본어: オウム真理教 오우무신리쿄[*], Aum Shinrikyo)는 마쓰모토 지즈오(가명 아사하라 쇼코)를 교주로 하는, 과거 존재했던 일본의 신흥종교단체다. 1988년부터 1995년까지 옴진리교 사건을 일으켜 1996년(헤이세이 8년) 종교법인으로서의 법인격을 상실했다. 그 뒤로도 비법인 종교단체로서 활동을 계속하다 2000년(헤이세이 12년) 2월 파산하여 "옴진리교"라는 명칭 자체는 소멸했다. 파산과 거의 동시에 사실상의 후신인 알레프가 설립되어 교리와 신자 일부가 계승되었다. 이후 알레프에서 빛의 바퀴, 야마다들의 집단, 케로인구락부 등이 분파해 나갔다.
지하철 사린사건을 필두로, 현세인의 영혼을 구제한다는 「포아」를 대의명분으로 하여 조직적으로 수많은 살인사건을 일으켰다. 교조인 마쓰모토 지즈오는 히말라야에서 최종해탈한, 일본 내에 유일한 존재로, 공중부양도 할 수 있는 초능력자이며, 마쓰모토의 지시를 충실하게 수행하면 누구나 초능력을 가질 수 있다고 주장하여 젊은 층에서 신자를 많이 모았다. 교리적으로는 힌두교, 불교, 기독교, 노스트라다무스의 1999년 종말론 등이 뒤섞였다. 마쓰모토 자신은 석가의 가르침을 충실하게 복원했다고 주장했지만 실제로는 마쓰모토 본인 편의적인 교리였다.
처음에는 요가를 가르치는 화기애애한 동호회에 불과했으나, 점차 비정상적 행동을 보이기 시작, 출가신자들에게 전재산을 시주하게 하고 마쓰모토의 두발과 혈액, 목욕물 등 기괴한 상품을 비싼 값에 판매하는 등 고액의 금품을 받아 교단을 확대시켰다. 내부적으로는 괴상품 판매와 과격수행에 회의를 품고 탈주한 신자를 잡아다 구속하거나 살해하는 등, 1988년부터 1994년까지 6년간 탈퇴 의사를 밝힌 신자 가운데 밝혀진 것만 5명이 살해되고 실종자는 30명이 넘었다. 이런 공포정치로 교주에게 절대복종을 강요했다.
교주 마쓰모토는 젊은 시절, 1960년대부터 1980년대까지 유행한 신흥종교 갓 라이트 어소시에이션의 교조 타카하시 신지의 저서를 탐독했다. 이후 훗날 조유 후미히로와 오오타 토시히로가 대담한 내용에 따르면, 옴 활동의 최종목적은 「종의 교체」이며, 교단 상층부에서 그것이 어느 정도 공유되었다. 마쓰모토의 세계관에서는 인류 전체가 자신의 영성 수준을 높여 초인류 또는 신선민족이라 불리게 되는 존재로 진화할 「신적 인간」과, 물질적 욕망에 빠져 동물화하는 「동물적 인간」이라는 두 종류로 나뉘었다. 현세는 동물적 인간들이 메이저리티를 차지하고 있는 반면, 신적 인간들이 마이너리티로서 학대받고 있다. 이 구도를 전복하는 것이 종의 교체다. 옴의 가르침과 지도로 신적 인간을 창출육성하고, 동시에 인류의 영성진화에 방해가 되는 동물적 인간을 숙청할 목적으로 70톤의 사린을 제조하여 일본을 사린으로 궤멸시킨 후 샴발라 또는 진리국이라고 불리는 유토피아 국가를 수립한다는 최종 목표를 가지고 있었다.
출가나 고액의 시주를 요구해 신자의 친족 및 그 지원자들과 다투는 일이 많았고, 애초부터 기괴불온한 행동이 눈에 띄었다. 그래서 신자들의 부모 등으로 구성된 옴진리교 피해자회(이후의 옴진리교 가족회)가 사법, 행정, 경찰 등 각계 관청에 호소했지만 제대로 다루어지는 일이 없었다. 그 결과 사카모토 츠츠미 변호사 일가족 살해사건을 시작으로 마쓰모토 사린사건, 지하철 사린사건 등의 테러를 포함한 많은 반사회적 활동을 일으켰다. 이것들을 총체적으로 「옴진리교 사건」이라 한다. 그 밖에 자동소총이나 화학무기, 생물무기, 마약, 폭탄류 등 무기나 위법약물을 교단 내부에서 자체적으로 생산했다.
제39회 일본 중의원 의원 총선거에서 진리당이 참패하자 최종적으로 마쓰모토의 가르침에 귀의하지 않는 외부인을 모두 「포아」로써 「구제」할 목적으로 국가전복계획을 실행하게 되었다. 그 절정이라 할 수 있는 1995년 3월 20일 지하철 사린사건은 종교단체가 평시의 대도시를 겨냥해 강력한 화학무기로 여러 곳을 동시다발 테러한, 세계적으로 유례가 없는 사건이다. 비교적 치안이 좋은 선진국 일본에서 이런 사건이 일어난 것은 일본 국내 뿐 아니라 전 세계에 충격을 주었다.

## 명칭
「옴」(일본어: オウム, 영어: AUM)이란 원래 범어 또는 팔리어 진언 옴(唵)이다. 옴마니 반메 훔의 그 "옴"이다. "옴"은 「아・우・무」 세 글자로 분해될 수 있으며, 이것은 우주의 창조・유지・파괴, 즉 「모든 것은 무상하다」는 의미이고, 만물이 변화하는 존재임을 표현한다.
또 마쓰모토 지즈오 자신의 해설에 의하면 「진리」(일본어: 真理)는 석가나 예수가 「인간이 실천해야 할 것은 이러하다」는 가르침을 설파했는데, 그 가르침의 근본을 「진리」라고 부른다. 옴진리교는 티베트 불교나 원시 불교의 요소를 부각시켜 불교계 신흥종교로 분류되곤 하는데, 옴진리교 스스로는 「불교」를 자칭하지 않았다. 그 이유는 불교라는 말 자체가 석가 사후에 「창작」된 것이기 때문이다. 또 진리와 밀접한 관계가 있는 것이 과학이다.
그러나 이상은 옴진리교 측의 주장이고, 실상은 쿄토의 사립탐정 메카와 시게하루가 관련되어 있다고 한다. 메카와는 마쓰모토 지즈오에게 천리교(일본어: 天理教 텐리쿄[*])에 대한 조사를 의뢰받아 그 조사결과를 마쓰모토에게 전했다. 이 때 「안리쿄, 인리쿄, ……」 식으로 히라가나 오십음도를 내림차순으로 계속한 끝에 「신리쿄」에 이르렀다 한다. 그래서 처음에는 「진리교」(일본어: 真理教 신리쿄[*])라 할 예정이었지만, 「신리쿄」로 발음되는 다른 종교단체(신리교)가 있었기 때문에 상표등록상 문제가 있었다. 그러자 메카와가 앞에 「옴」을 붙일 것을 권했는데, 그 「옴」은 메카와의 집 건너편에 있던 옴 전기(オーム電機)라는 업체명에서 유래한 즉, 그 「옴」은 최종적으로 옴의 법칙에서 유래했다. 메카와는 나중에야 마쓰모토 지즈오가 아사하라 쇼코라는 것을 알았다.
메카와와 마쓰모토가 만난 시기는 메카와의 수기에서는 1978년-1979년, 논픽션 작가 타카야마 후미히코와 도쿄신문기자 세구치 하루요시의 문헌에서는 1984년 봄무렵으로 되어 있다. 타카야마는 마쓰모토가 천리교에 대한 뒷조사를 의뢰한 이유가, 세력을 확대하여 교단 이름이 지명에까지 붙기에 이른(텐리시) 천리교를 자신의 야망과 겹쳐보고 있었던 것이라는 설을 제기했다.

## 역사

### 전사(前史)
1984년(쇼와 59년), 초능력 개발숙 「봉황경림관」(鳳凰慶林館)을 주재하고 있던 마쓰모토 지즈오는 이후 「옴진리교」가 되는 요가교실 「옴회」(オウムの会)를 시작했고, 이것이 이후 「옴신선회」(オウム神仙の会)로 개칭한다. 당시는 초능력 획득을 목표로 하는 양지의 요가교실이었다.
이 무렵 오컬트 잡지 『월간 무』(月刊ムー)가 이 옴회를 「일본의 요가단체」로서 취재, 사진이 첨부된 기사를 게재했다. 마쓰모토 지즈오는 이런 잡지들에 공중부양의 순간이라고 주장하는 사진을 게재하거나, 비비색금에 관한 기사를 기고하거나, 『생사를 초월하여』(生死を超える), 『초능력 비밀의 개발법』(超能力秘密の開発法) 등의 책을 집필하는 등 선전을 했다.
당시 마쓰모토 지즈오 일가는 지바현 후나바시시에 살았으며, 가족 전원이 침실 하나를 공유할 정도로 가난했다. 식사는 채식 위주로 고기 대신 글루텐을 고기 모양으로 성형한 것을 먹거나, 밥상 위에 핫플레이트를 올려놓고 「야채 바비큐」를 먹었다. 후나바시 자택에는 「명상실」이 있었고, 종교화가 걸려있고 선반에는 불상이 놓여 있었다. 마쓰모토 지즈오는 하루 한 번씩 명상실에 틀어박혀 수행을 했다. 선반 앞에 밥상을 하나 놓고 그것을 제단이라고 불렀다. 「형상은 중요하지 않다. 마음이 중요하다. 나에게는」이라는 것이 마쓰모토 지즈오의 말버릇이었다. 이후 교단이 커지고 나서도 마쓰모토 지즈오는 그것을 제단으로 사용했다.
당시 마쓰모토 지즈오는 도쿄도 시부야구에 요가교실을 열었기 때문에 자택에 있는 경우가 적었다. 가끔 귀가하면 텔리비전으로 야구 중계를 보았는데, 심각한 약시(弱視)였기 때문에 화면에 거의 달라붙다시피해서 텔레비전을 시청했다. 1986년경부터는 세타가야구의 도장에 들어가 살기 시작하면서 자택에는 거의 돌아가지 않게 된다. 가끔 귀가하면 세 딸이 서로 기뻐하며 현관에서 부친을 맞았다. 차녀는 부친의 귀가를 「태양이 없는 세계에 태양이 오는」 것으로 표현했다. 그러나 아내 마쓰모토 도모코는 남편이 집에 돌아오지 않자 정신이 불안정해졌고, 가끔 귀가한 남편을 힐난하며 실랑이를 벌였다. 마쓰모토 지즈오는 여기에 거의 저항을 하지 않았다. 삼녀 마쓰모토 리카가 보기에는 모친이 부친의 종교를 믿는 것 같지는 않았다고 하는데, 도모코는 치즈오의 저서를 심야까지 대필했고, 이후 마쓰모토 지즈오의 저서 중 몇 가지는 도모코가 쓴 것으로 밝혀졌다.
마쓰모토 지즈오는 자식들에게 「모기에게 물리면 가려워서 싫다. 하지만 모기도 살아 있는 것이다」라거나, 「석가님에 따르면 우리는 사후에 다시 태어나고, 어쩌면 모기로 다시 태어날지도 모른다」라고 이야기했다. 하지만 아내 도모코는 모기를 아무렇지도 않게 죽이고 있었다.

### 합법 활동
1987년(쇼와 62년), 도쿄도 시부야구에서 종래의 「옴신선회」를 개칭, 종교단체 「옴진리교」가 설립되었다. 동년 11월에는 뉴욕지부도 설립되었다.
「진리교」라는 명칭에 대해, 이시이 히사코 이외의 사람들은 「아무래도 신흥종교」스럽다고 불평했다. 종교색을 숨기지 않으면 일반인에게 인기가 없다는 의견도 있었다. 하지만 마쓰모토 지즈오는 「구제활동을 하기 위한 것이므로 진리교로 한다」고 고집했다. 종교화된 후에는 고액의 헌금을 요구하게 되었고 워크도 증가하여, 기존 회원의 3분의 1이 탈퇴했다.
마쓰모토 지즈오는 티베트 망명정부의 재일본 재표였던 페마 걀포와 접촉했고, 페마를 통해 1987년(쇼와 62년) 2월 24일 및 1988년(쇼와 63년) 7월 6일 달라이 라마 14세와 인도에서 회담했다. 마쓰모토 측은 두 사람의 회담을 동영상 및 사진으로 촬영했으며, 달라이 라마가 회담에서 「지금의 일본 불교를 봐라. 너무 의식화되어서 불교 본연의 모습을 잃어버렸다. 이래서는 안 된다」, 「너가 진짜 종교를 퍼뜨려라. 너라면 그것을 할 수 있다. 너에게는 보디치타가 있으니까」라고 마쓰모토 지즈오에게 고했다고 주장하며 이것을 옴진리교의 홍보・선전활동에 크게 활용했다. 옴진리교는 교단의 권위를 세우기 위해 달라이 라마 사례와 같이 티베트 고승이나 인도 수행자들과 접촉해 선전재료로 이용했다. 그러나 옴진리교 사건 이후 행해진 언론 취재에 대해 옴진리교와 접촉했던 고승, 수행자들은 일제히 깊은 관계를 부정했다. 페마 걀포는 얼마 후부터 옴진리교와 대립하게 되었고, 티베트 망명정부에 앞으로 마쓰모토와 얽히지 말 것을 건의했다. 1995년 4월 5일 방일한 달라이 라마 14세는 기자회견에서 마쓰모토 지즈오와 만난 적은 있지만 그는 자신의 제자가 아니며, 자신은 초능력이나 기적에 대해 회의적이고 신자가 한 지도자에게 의존하는 것은 불건전하다는 의견을 밝혔다.
1988년 10월경, 후지산 기슭인 후지노미야시에 총본부도장을 건설한다. 이 무렵부터 마쓰모토 지즈오는 몸 상태가 나빠져서 건강면에 불안을 느끼기 시작했다. 「내가 죽으면 교단을 어떻게 할 것인가」, 「나는 길어야 앞으로 5년이다」, 「죽고 싶다」 따위의 말을 하게 된다. 수제자들 앞에서도 「이제 죽어 버릴까」 라고 중얼거렸다. 이에 대해 니이미 토모미츠는 「함께 하겠습니다」, 하야카와 키요히데는 「(죽으시면) 곤란합니다」, 조유 후미히로는 「남아서 구제활동을 하겠습니다」, 아내 마쓰모토 도모코는 「마음대로 해라」고 대답했다. 마쓰모토 리카는 이 무렵부터 부친의 죽음에 대한 갈망이 커졌다고 생각한다. 해탈자가 많아져 옴진리교가 세계종교로 변모해 구제를 할 수 있다는 진지한 생각이 있었지만, 제자들의 수행이 생각처럼 진행되지 않고, 통상적인 방법으로는 인간계가 구원되지 않는다는 부정적인 인식이 싹트기 시작했다는 것이다.
옴진리교는 종교법인에게 적용되는 비과세 세액공제를 목적으로 도쿄도에 종교법인 인증신청을 냈다. 그러나 미성년 신자 문제를 둘러싼 가족 및 피해자회의 비판으로 인해 인증 절차가 늦어졌다. 1989년 4월 24일에는 마쓰모토 지즈오가 신자 200명을 제리고 도쿄도청에 몰려가 항의하는 소동을 일으켰다. 옴진리교의 법인격 인증이 늦어진 것은 피해자회의 의뢰를 받은 중의원의원 키타카와 이시마츠의 압력에 의한 것이었고, 이에 대해 교단측이 변호사 출신 출가신자 및 오키나와 참의원을 이용해 인증수속을 추진했음이 이후 제43회 공판에서 밝혀졌다. 결국 도쿄도는 법인격을 인정하지 않을 이유가 없다고 보아 8월 25일 옴진리교를 종교법인으로 인정했다. 1993년 이후의 등기상 주 사무소는 도쿄도 고토구 카메이도의 신도쿄총본부였다. 마쓰모토 지즈오는 해탈하여 초능력을 익혔다고 주장하며, 신비체험을 동경하는 젊은이들을 중심으로 조직을 급속히 팽창시켰다. 마쓰모토 지즈오는 스스로를 힌두교 최고신 중 하나인 파괴신 시바, 혹은 티베트 불교의 분노신 마하칼라의 화신이라고 주장하며, 이 신들의 이름을 빌어 목적을 위해 수단을 가리지 않고 폭력을 긍정하는 교리로 기울어간다. 같은 해 『선데이 마이니치』에서 「옴진리교의 광기」 특집 기사의 연재가 시작되어서, 옴진리교에 대한 외부적 비판이 시작되었다.
1989년 제15회 참의원 통상선거에서 마돈나 선풍이 불자 거기 편승해서 1990년 2월에 치러질 제39회 중의원 총선거에 이시이 히사코 등 여성 신자들을 출마시킨다는 구상을 세웠다. 그러나 마쓰모토 지즈오 본인이 덕으로써 정치를 펴 지상에 진리를 퍼뜨려야 한다고 하여 1990년(헤이세이 2년) 진리당을 창당, 39회 총선거에 마쓰모토 지즈오 외 신자 24명이 집단 입후보했다. 이 선거에서 입후보할지 어쩔지는 옴진리교로서는 드물게도 교주의 독단이 아닌 간부의 다수결로 결정되었다. 10대 2로 찬성파가 승리했는데, 반대한 2명은 조유 후미히로와 키베 테츠야였다. 그러나 선거 결과는 참패로 끝났고, 당시 입후보자 1인당 200만엔의 공탁금을 썼기 때문에 합계 5000만엔을 낭비한다. 이 선거에서 가장 득표가 많았던 마쓰모토 지즈오 본인조차 1,783표에 그쳤다. 이 결과를 두고 마쓰모토 지즈오는 「표에 조작이 있었다」고 주장, 「지금의 세상은 마하야나로 구제할 수 없음을 알았으므로 지금부터는 바즈라야나로 간다」고 말했다. 이로부터 생화학 무기를 이용한 무차별 테러(옴진리교 국가전복계획)을 지시했다.

### 비합법 활동
옴진리교 폭력의 기원은 일찍이부터 나타났는데, 1988년(쇼와 63년) 재가신자 사망사건이 확인된 최초의 사례다. 마쓰모토 지즈오는 「이것은 바즈라야나에 들라는 시바신의 시사로다」라고 중얼거렸다. 이 사건 자체는 살인이 아닌 사망사고였지만, 1989년(헤이세이 원년) 이 사건의 존재를 알고 있는 신자가 교단을 탈퇴하려 하자 사건 은폐를 위해 그 신자를 살해함으로써(남성신자 살해사건) 마침내 살인에 손을 댄다. 동년 11월 4일, 이듬해에 예정된 선거전 등 교단 활동에 장애가 된다 하여 옴진리교 피해자회의 지원활동을 하던 변호사 사카모토 츠츠미와 그 처자를 살해했다(사카모토 변호사 일가족 살해사건). 살해 당시 나카가와 토모마사가 현장에 옴진리교 배지를 떨어뜨려서 옴진리교의 범행설이 한때 퍼졌지만, 경찰이 임의실종 가능성이 있다고 부실수사하여 사건 당시에는 사건성조차 확정되지 않았다.
1990년 진리당을 창당해 출마한 총선거 때는 신자들이 마쓰모토 지즈오나 가네샤의 인형탈을 쓰고 춤을 추는 등 기묘한 선거운동으로 주목을 받았다. 그런데 이 때도 공직선거법에서 정해진 하루 16시간을 크게 초과하는 가두선전전을 벌였다. 이것은 엄연히 위법이기 때문에 경시청의 경고를 받았다. 그러나 신자들에게는 경고를 받으면 「이것은 (선거운동이 아닌) 포교활동」이라고 말하고 도망치라는 지시가 내려져 있었다. 또한 다른 후보자의 포스터를 철거하고 훼손하는 등의 위법행동을 마쓰모토 지즈오 본인이 권고했고, 심야에 신자를 동원해 다른 후보자들을 중상하는 찌라시를 뿌리기도 했다.
마쓰모토는 선거 참패를 계기로 국가전복계획을 실행에 옮기기 시작했다. 교단 내부적으로는 오래 전부터 현대인은 사후 삼악취(지옥도・아귀도・축생도)로 환생하므로 그것을 막아야 한다 따위의 가르침을 받았기 때문에, 신자들은 마쓰모토 지즈오를 좇아 무장화에 협력해갔다.
1990년 4월 「오스틴 혜성이 접근하면 일본이 침몰하지만 옴(진리교)에 오면 괜찮다」고 선전, 재가신자들과 그 가족까지 참여하는 세미나를 개최했다(이시가키섬 세미나). 세마나 참가비는 30만엔이었는데, 장소조차 제대로 예약되어 있지 않았고 날씨도 나빠서 「현재의 동구동란은 1986년 핼리 혜성의 영향이었으므로, 금년의 오스틴 혜성의 접근에 의해서도 무엇인가 일어난다」 따위 정도의 이야기만 하는 부실한 것이었다. 그러나 이 세미나에서 다수의 출가신자를 확보하여 선거 참패 이후 탈퇴자가 속출한 교단을 소생시키는 데 성공했다. 이것은 그 뒤 「하르마게돈이 일어난다, 옴에 들지 않으면 살아날 수 없다」고 위기감을 부추겨 신자를 모집하는 수법의 원점이 되었다. 사실 이 때 옴진리교는 보툴리누스균 살포 테러를 계획했기 때문에, 신자들을 이 테러로부터 보호하기 위해 이시가키섬에 사전 격리시킨 것이 이 세미나의 진의였다. 그러나 보툴리누스균 배양에 실패했기 때문에 테러는 실행되지 않았다.
1990년(헤이세이 2년) 5월, 일본샴발라화게획의 일환으로 구마모토현 아소군 나미노촌에 진출했다. 나미노촌 진출의 목적 중 하나는 무장화 거점 확보였다. 그러나 나미노촌민들이 옴진리교의 진출에 반발하면서 반대운동이 격화되었다. 이 반대운동의 배경에는 촌장파와 반촌장파의 대립, 또한 우익단체의 관여 등도 있어서 격렬한 공방이 벌어졌다. 그리고 동년 10월 22일, 옴진리교는 나미노촌의 토지매매에 관한 국토이용계획법 위반사건으로 강제수사를 받았고, 하야카와 키요히데・마츠이키 히토시・아오야마 요시노부・이시이 히사코・오오우치 토시야스 등 간부들이 줄줄이 체포되었다. 그러나 쿠마모토현경 내부의 신자로부터 정보가 샜고, 강제수사 일정 자체도 1주일 연기된 덕분에, 옴진리교는 무장화 설비를 사전에 은폐했다. 이후 1994년 결국 나미노촌은 옴진리교가 5000만엔에 샀던 토지를 합의금 형식으로 9억 2000만엔에 되사는 것으로 합의했다. 이 돈은 옴진리교에 큰 자금원이 되었다.
국토법위반사건의 영향으로 1991년(헤이세이 3년) 포스겐플랜트 계획이나 생물무기 개발 등 교단 무장화("바즈라야나")를 일시 중단하고, 텔레비전이나 잡지의 출연・문화활동 등에 중점을 둔 "마하야나" 노선으로의 재전환을 일시적으로 도모했다. 그러나 1992년(헤이세이 4년)경부터 마쓰모토 지즈오는 「우주위성에게 전자파 공격을 받고 있다」 따위의 망상, 환청을 일으키기 시작했다. 마쓰모토가 「시바 대신의 시사 때문에 어쩔 수 없다」면서, 자기 「안의 목소리」가 자신이 가고자 하는 길과 다름을 괴로워하여 「차라리 죽어버리고 싶다」 따위 말을 한 것을 삼녀 리카가 들었다. 리카는 치즈오에게 조현병 따위 정신질환이 있었을 것으로 추측한다.
1993년(헤이세이 5년)을 전후해서 교단 무장화의 "바즈라야나" 노선을 재개했다. 무력을 보유하기 위해 오카무라철공을 탈취하여 AK-74의 생산을 시도하거나(자동소총 밀조사건), 화생방무기 연구를 실시하는 등 교단 내부적으로 무기개발을 진행했다. 1993년 이후로는 마쓰모토 지즈오가 옴진리교 내부방송을 제외한 언론매체에 등장하는 일도 없어졌다. 이때부터 본격적으로 국가전복을 목적한 흉악범죄의 계획・실행으로 완전히 기운 것이다. 그러던 가운데 츠치야 마사미・나카가와 토모마사・타키자와 카즈요시 등이 사린 등 화학무기의 합성에 성공한다. 1993년부터 이 사린을 이용해 교단 외부의 적대자의 암살을 시도했다(이케다타 이사쿠 사린습격미수사건・타키모토 변호사 사린습격사건). 그리고 사린 70톤(사린의 치사량이 70 mg이므로, 이론적으로 전 인류를 살상할 수 있는 양) 생산을 목표로 제7사티안에 사린합성 플랜트를 건설했다(사린플랜트 건설사건). 또한 생물무기 개발도 재개해서 엔도 세이이치・조유 후미히로 등이 탄저균 배양을 시도했으나 카메이도 이취사건 등만 일으키고 성공하지 못했다.
이 무렵 옴진리교는 미국으로부터 독가스 공격을 받고 있다고 주장하면서 차에는 공기청정기를 달고 호텔에서는 모든 틈새를 메우고 묵으며, 헬리콥터가 지나갈 때는 차에 뛰어들어 대피하라는 등의 지침이 내려진 상태였다. 나카가와 토모마사에 따르면 이 피해망상은 1993년 10월경 제2사티안의 식품공장에서 이산화황이 포함된 연기가 나온 사고를 독가스 공격으로 착각한 것에서 시작되었다고 한다.

## 같이 보기
- 테러조직 지정
- 컬트 (종교)
- 메시아
- 신흥 종교
- 분파
- 종교적 폭력